# Ramanujan–Soldners konstant
Inom matematiken är Ramanujan–Soldners konstant en matematisk konstant som definieras som det unika positiva nollstället av logaritmiska integralen. Den är uppkallad efter Srinivasa Ramanujan och Johann Georg von Soldner.
Dess approximativa värde är μ ≈ 1.451369234883381050283968485892027449493… (talföljd A070769 i OEIS)
Notera att eftersom exponentiela integralen satisfierar ekvationen
{\displaystyle \mathrm {li} (x)\;=\;\mathrm {Ei} (\ln {x})}
är det enda positiva nollstället av exponentiella integralen ln(μ) ≈ 0.372507410781366634461991866… (talföljd A091723 i OEIS).